# Piet Peeman
Pieter "Piet" Peeman (Amsterdam, 17 april 1921 – Hillegom, 26 maart 2018) was een Nederlands sportcoach. Hij was onder andere werkzaam als trainer van de voetbalclubs Haarlem en RCH.

## Loopbaan
Peeman volgde vanaf 1948 cursussen voor voetbaltrainer, turnleider en judoleraar aan het CIOS in Overveen. In 1956 werd hij docent aan het CIOS. Hij had daarnaast een judocentrum in Amsterdam. Peeman was coach van turnster Bep Ipenburg-Drommel toen deze in 1958 kampioen van Nederland werd, begeleidde de Nederlandse worstelploeg in een vergeefse poging zich te kwalificeren voor de Olympische Spelen van 1960, en hij was mental coach van tennisser Jan Hajer die in 1963 Nederlands kampioen werd.
In het seizoen 1965/66 werd hij assistent-trainer van Haarlem, onder Kick Smit. Een seizoen later werd hij hoofdcoach. Rond spelers als Wietze Couperus en Beer Wentink bouwde hij een nieuwe ploeg met onder andere de van Ajax overgekomen Piet Paternotte en Piet Hoeben. In zijn eerste seizoen werd hij met Haarlem kampioen van de Tweede divisie. Peeman hamerde binnen zijn ploeg op strenge discipline en kwam daardoor nog weleens in conflict met spelers of bestuur. Na een nieuwe aanvaring nam hij in oktober 1967 ontslag. Hij werd vervangen door Barry Hughes.
In november 1967 trad Peeman in dienst van eerstedivisionist RCH. De ploeg verkeerde op dat moment in degradatiegevaar, maar wist zich uiteindelijk met een zeventiende plaats te handhaven. In zijn tweede seizoen eindigde het team, met de debuterende zeventienjarige Johan Neeskens in de gelederen, in de middenmoot. In zijn derde seizoen was hij langdurig afwezig wegens ziekte en werd hij waargenomen door Jan van Daal. In april werd hij opgevolgd door de Engelsman Leslie Talbot. RCH degradeerde naar de Tweede divisie en Peeman werd opgevolgd door Ben Tap.
Peeman keerde niet terug als trainer op het hoogste niveau. Hij overleed in 2018 op 96-jarige leeftijd.

## Erelijst
Haarlem
| Nationaal      |    |         |
| Tweede divisie | 1x | 1966/67 |